# 勝川忠七
勝川 忠七（寛政10年〈1798年〉 - 没年不明）とは、江戸時代の人物。
出自・経歴は一切不明。たばこと塩の博物館所蔵の「江戸山王社天下祭絵巻」の巻末に、「癸酉文化十年十二月　行歳十六才　勝川忠七書」という奥書があることから、文化10年（1813年）12月にこの作品を描いた人物であり、「十六才」から逆算して寛政10年の生れであることが知られるのみである。「忠七」が「ちゅうしち」と読むのか、または「ただしち」と読むのかについても不明である。
「江戸山王社天下祭絵巻」は江戸山王権現の祭礼である山王祭を題材とした絵巻物で、田所町・新大坂町・通油町で出した山車と付祭（つけまつり）の行列を描く。天下祭と呼ばれた山王祭は神田祭と隔年で交互に行われており、文化10年は神田祭の行われた年であった。この絵巻は描かれている内容から、前年文化9年の山王祭二十一番、田所町・新大坂町・通油町の山車と付祭の行列を描いたものとみられる。